# Charlie Agnew
Charlie Agnew (Chicago, 22 juni 1901 - ? 22 oktober 1978) was een Amerikaanse bigband-leider uit het swingtijdperk.
Agnew werkte bij verschillende 'zoete' dansorkesten in en rond Chicago. In 1924 begon hij een eigen orkest, waarmee hij met succes speelde in ballrooms in het midwesten van Amerika. Daarnaast speelde hij in radioshows, zoals the Lucky Strike Magic Carpet. Begin jaren veertig maakte de band met zangeres Jeanne Carroll opnames voor Columbia Records. In 1940 trad de band lange tijd op in El Rancho, het eerste hotel/casino op de beroemde strip in Las Vegas. Composities van Agnew waren onder meer 'Fools in love' en 'Slow but sure', het thema van het orkest.
- Library of Congress Control Number: no2009105470
- Virtual International Authority File: 91136786
- WorldCat: E39PBJmHCVVRrBdXmWBXkJkJjC